# The Avett Brothers

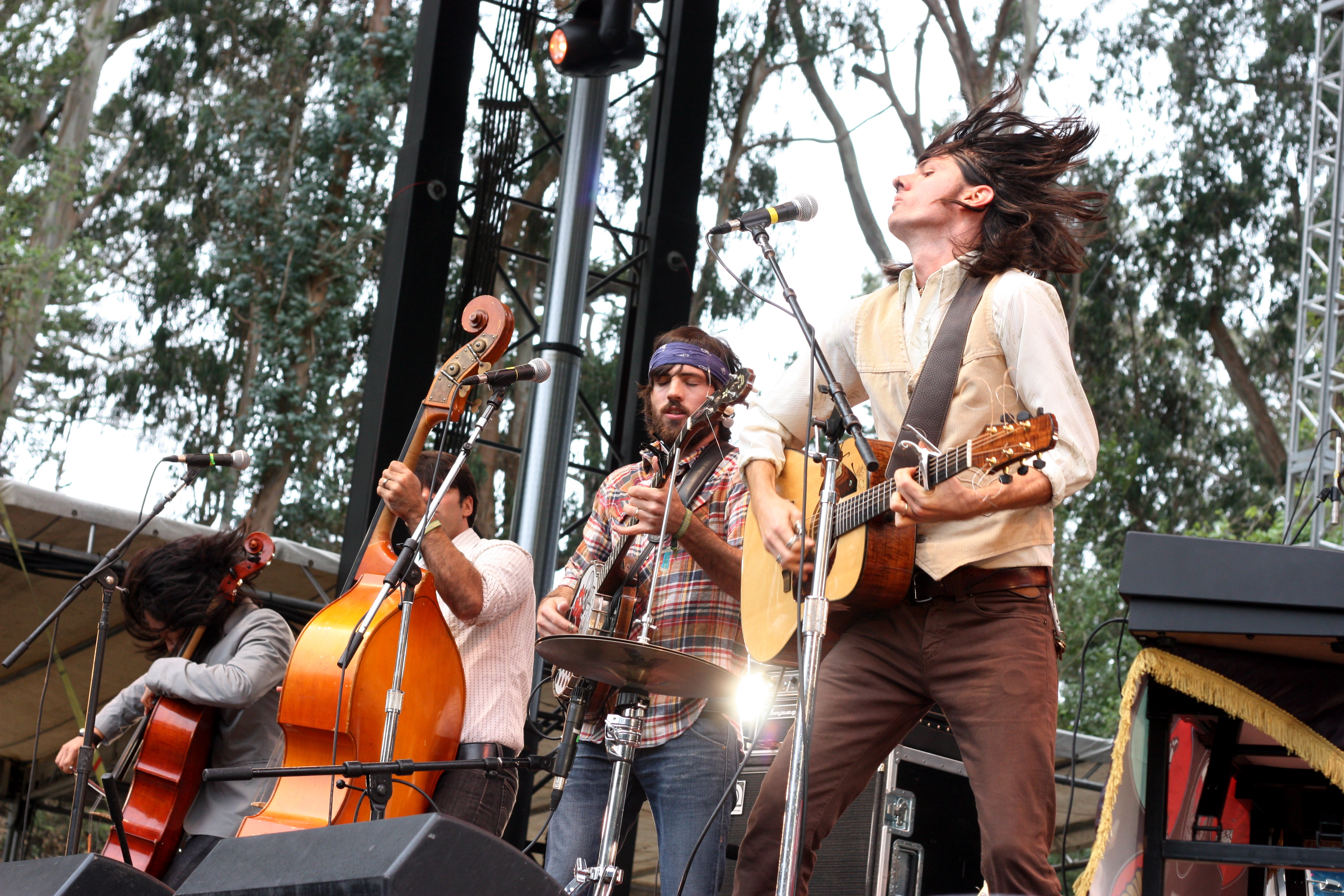
The Avett Brothers

Die Avett Brothers sind eine US-amerikanische Folkrock-Band aus Concord, North Carolina.

## Karriere
Die Brüder Scott und Seth Avett waren zunächst Mitglieder der Grunge-Band Nemo, die in Greenville beheimatet war. Zusätzlich gründeten sie gemeinsam mit dem Bandgitarristen John Twomey ein Nebenprojekt und traten als Nemo Downstairs und The Back Porch Project auf. 2000 brachten sie schließlich als The Avett Brothers eine gleichnamige EP heraus. Unter diesem Namen machten sie auch nach der Auflösung von Nemo weiter, wobei Twomey bald vom Bassisten Bob Crawford ersetzt wurde. In dieser Besetzung erschien 2002 dann ihr erstes Album Country Was.
In den folgenden Jahren veröffentlichte das Trio die Alben A Carolina Jubilee (2003), Mignonette (2004) und Four Thieves Gone: The Robbinsville Sessions (2006), ein Live-Album und die EP Gleam (2006). Daneben waren die drei Musiker in weiteren Projekten tätig: Crawford mit New Jersey Transient, Seth Avett solo unter dem Namen Darling und die Brüder gemeinsam live als Oh What a Nightmare.
Ihren Durchbruch erreichte die Band 2007 mit dem Album Emotionalism, mit dem sie erstmals in die US-Charts einstiegen. Es folgte ein Plattenvertrag beim Major-Label Sony BMG/Columbia, bei dem im Herbst 2009 I and Love and You erschien. Produziert wurde die Platte von Rick Rubin, mit dem die Bandmitglieder mittlerweile eine Freundschaft verbindet und der auch bei den folgenden Platten wieder als Produzent auftrat. I and Love and You wurde zum Erfolg: Es konnte sich drei Wochen auf Platz eins der Folk-Charts halten und auch in den Top 20 der Billboard 200-Charts platzieren. Die beiden folgenden Platten The Carpenter (2012) und Magpie and the Dandelion (2013) schlossen an diesen Erfolg an und erreichten Platz vier bzw. Platz fünf der US-amerikanischen Charts.
Anfang März 2013 war die Band auf Europa-Tournee und trat unter anderem in Zürich, Köln und München auf.

## Bandmitglieder
- Scott Avett (Gesang, Banjo)
- Seth Avett (Gesang, Gitarre)
- Bob Crawford (Gesang, Bassist)
- Joe Kwon (Singende Säge, Cello, Begleitgesang)
- Mike Marsh (Schlagzeug)
- Paul DeFiglia (Klavier, Orgel)
- Tania Elizabeth (Violine)

## Diskografie

### Alben
- Country Was (2002)
- A Carolina Jubilee (2003)
- Mignonette (2004)
- Four Thieves Gone: The Robbinsville Sessions (2006)
- Emotionalism (2007)
- I and Love and You (2009)
- The Carpenter (2012)[4]
- Magpie and the Dandelion (2013)
- True Sadness (2016)
- Closer Than Together (2019)
- The Gleam III (2020)
- The Avett Brothers (2024)

### Livealben
- Live at the Double Door Inn (2002)
- Live, Vol. 2 (2005)
- Live, Volume 3 (2010)
- Live, Vol. Four (2015)

### EPs
- The Avett Brothers (2000)
- The Gleam (2006)
- The Second Gleam (2008)

### Musikvideos
| Jahr | Video                                     | Regie             |
| ---- | ----------------------------------------- | ----------------- |
| 2002 | November Blue                             |                   |
| 2007 | Paranoia in B-flat Major                  |                   |
| 2008 | Murder in the City                        |                   |
| 2009 | I and Love and You                        |                   |
| 2009 | Slight Figure of Speech                   | Jody Hill         |
| 2010 | Head Full of Doubt / Road Full of Promise |                   |
| 2012 | Live and Die                              |                   |
| 2013 | February Seven                            | Danny Clinch      |
| 2013 | Another is Waiting                        | Scott Avett       |
| 2014 | Morning Song                              | Michael Bonfiglio |